# 37. ceremonia wręczenia nagród Brytyjskiej Akademii Filmowej
37. ceremonia rozdania nagród Brytyjskiej Akademii Sztuk Filmowych i Telewizyjnych.
 Najwięcej statuetek (3) otrzymał film Edukacja Rity.

## Nominacje
Laureaci oznaczeni są wytłuszczeniem

### Najlepszy film
- Lewis Gilbert – Edukacja Rity
- David Puttnam – Biznesmen i gwiazdy
- Sydney Pollack, Dick Richards – Tootsie
- Ismail Merchant – W upale i w kurzu

### Najlepszy aktor
- Michael Caine − Edukacja Rity
- Dustin Hoffman − Tootsie
- Michael Caine − Konsul honorowy
- Robert De Niro − Król komedii

### Najlepsza aktorka
- Julie Walters − Edukacja Rity
- Jessica Lange − Tootsie
- Phyllis Logan − Another Time, Another Place
- Meryl Streep − Wybór Zofii

### Najlepszy aktor drugoplanowy
- Denholm Elliott − Nieoczekiwana zmiana miejsc
- Bob Hoskins − Konsul honorowy
- Burt Lancaster − Biznesmen i gwiazdy
- Jerry Lewis − Król komedii

### Najlepsza aktorka drugoplanowa
- Jamie Lee Curtis − Nieoczekiwana zmiana miejsc
- Teri Garr − Tootsie
- Rosemary Harris − Posiłek oracza
- Maureen Lipman − Edukacja Rity

### Najlepsza reżyseria
- Bill Forsyth − Biznesmen i gwiazdy
- James Ivory − W upale i kurzu
- Sydney Pollack − Tootsie
- Martin Scorsese − Król komedii

### Najlepszy scenariusz oryginalny
- Paul D. Zimmerman − Król komedii
- Bill Forsyth − Biznesmen i gwiazdy
- Timothy Harris, Herschel Weingrod − Nieoczekiwana zmiana miejsc
- Woody Allen − Zelig

### Najlepszy scenariusz adaptowany
- Ruth Prawer Jhabvala − W upale i kurzu
- Willy Russell − Edukacja Rity
- Larry Gelbart, Murray Schisgal − Tootsie
- Harold Pinter − Zdrada

### Najlepsze zdjęcia
- Sven Nykvist − Fanny i Aleksander
- Walter Lassally − W upale i kurzu
- Chris Menges − Biznesmen i gwiazdy
- Gordon Willis − Zelig

### Najlepsza scenografia/dekoracja wnętrz
- Franco Zeffirelli, Gianni Quaranta − La Traviata
- Angelo P. Graham − Gry wojenne
- Norman Reynolds − Gwiezdne wojny: część VI – Powrót Jedi
- Wilfred Shingleton − W upale i kurzu

### Najlepsze kostiumy
- Piero Tosi − La Traviata
- Marik Vos-Lundh − Fanny i Aleksander
- Ruth Morley − Tootsie
- Barbara Lane − W upale i kurzu

### Najlepszy dźwięk
- Willie D. Burton, Michael J. Kohut, William L. Manger − Gry wojenne
- James E. Webb, Robert Knudson, Robert Glass, Don Digirolamo − Flashdance
- Ben Burtt, Tony Dawe, Gary Summers − Gwiezdne wojny: część VI – Powrót Jedi
- Cesare D’Amico, Jean-Louis Ducarme, Claude Villand, Federico Savina − La Traviata

### Najlepszy montaż
- Bud S. Smith, Walt Mulconery − Flashdance
- Michael Bradsell − Biznesmen i gwiazdy
- Thelma Schoonmaker − Król komedii
- Susan E. Morse − Zelig

### Najlepsze efekty specjalne
- Richard Edlund, Dennis Muren, Ken Ralston, Kit West − Gwiezdne wojny: część VI – Powrót Jedi
- Roy Field, Brian Smithies, Ian Wingrove − Ciemny kryształ
- Michael L. Fink, Joe Digaetano, Jack Cooperman, Don Hansard, Colin Cantwell, William A. Fraker − Gry wojenne
- Gordon Willis, Joel Hynek, Stuart Robertson, Richard Greenberg − Zelig

### Najlepsza piosenka
- Jack Nitzsche, Buffy Sainte-Marie, Will Jennings − „Up Where We Belong” z filmu Oficer i dżentelmen
- Giorgio Moroder, Keith Forsey, Irene Cara − „What a Feeling” z filmu Flashdance
- André Jacquemin, Dave Howman, Michael Palin, Terry Jones − „Every Sperm Is Sacred” z filmu Sens życia według Monty Pythona
- Dave Grusin, Alan Bergman, Marilyn Bergman − „Tootsie” z filmu Tootsie

### Najlepsza muzyka
- Ryūichi Sakamoto − Wesołych świąt, pułkowniku Lawrence
- Mark Knopfler − Biznesmen i gwiazdy
- Giorgio Moroder − Flashdance
- Jack Nitzsche − Oficer i dżentelmen

### Najlepszy film zagraniczny
- Margaret Ménégoz, Barbara Pec-Ślesicka, Andrzej Wajda – Danton
- Armand Barbault, François Truffaut – Byle do niedzieli
- Jörn Donner, Ingmar Bergman – Fanny i Aleksander
- Tarak Ben Ammar, Franco Zeffirelli – La Traviata

### Najlepsza charakteryzacja
- Dorothy J. Pearl, George Masters, C. Romania Ford, Allen Weisinger − Tootsie
- Phil Tippett, Stuart Freeborn − Gwiezdne wojny: część VI – Powrót Jedi
- Gordon Kay − W upale i kurzu
- Fern Buchner, John Caglione Jr. − Zelig

### Najbardziej obiecujący debiut aktorski
- Phyllis Logan − Another Time, Another Place
- Kevin Kline – Wybór Zofii
- Greta Scacchi − W upale i kurzu
- Julie Walters − Edukacja Rity

## Podsumowanie
Laureaci

Nagroda / Nominacja
- 3 / 6 – Edukacja Rity
- 2 / 3 – Nieoczekiwana zmiana miejsc
- 2 / 4 – La Traviata
- 2 / 9 – Tootsie
- 1 / 2 – Another Time, Another Place
- 1 / 2 – Oficer i dżentelmen
- 1 / 3 – Fanny i Aleksander
- 1 / 3 – Gry wojenne
- 1 / 4 – Flashdance
- 1 / 4 – Gwiezdne wojny: część VI – Powrót Jedi
- 1 / 5 – Król komedii
- 1 / 7 – Biznesmen i gwiazdy
- 1 / 8 – W upale i kurzu

Przegrani
- 0 / 2 – Konsul honorowy
- 0 / 2 – Wybór Zofii
- 0 / 5 – Zelig